# K. V. Krishna Rao
K. V. Krishna Rao (n. Jammu, 1923), fill d'un militar hindú que havia lluitat per la independència índia. En 1942 va ser comissionat en l'exèrcit indi, en 1956 va prendre el comandament de la tercera divisió de Mahar, en 1965 va dirigir una brigada en la guerra indo-pakistanesa.
Entre 1969-1970 va dirigir una Divisió de Muntanya a la província de Jammu. Va ser capturat per pakistanesos i alliberat a la zona de Bangladesh, va ser guardonat llavors amb la medalla Param Vishisht per la seva lloable labor al comandament de les tropes en diferents camps.
En 1974 es va fer càrrec d'un cos militar de Jammu i Caixmir, per arribar a ser Comandant en Cap del comando occidental en 1979. El rang més alt ho va aconseguir en 1981, sent designat Cap de Personal d'Exèrcit, fins que es va jubilar en 1989. Després del seu retir va ser Governador General de Nagaland, Manipur i Jammu i Caixmir (1989-1990).
Va tornar a ser triat Governador de Jammu i Caixmir pel període 1993-1998, durant un període de conflictives relacions amb Pakistan. El govern indi manté fèrries fronteres amb Pakistan, i malgrat els diversos intents per pacificar la zona de Caixmir, Pakistan persisteix en els seus intents de dominar la regió.
Després d'exercir-se novament en el càrrec, va abandonar la regió més militaritzada de l'Índia i es va dedicar als negocis privats, fins que li van atorgar el càrrec de coronel honorari del regiment de Mahar.